# Голямо-Белово
Голя́мо-Бе́лово (болг. Голямо Белово) — село в Пазарджицькій області Болгарії. Входить до складу общини Белово.

## Населення
За даними перепису населення 2011 року у селі проживали 484 особи.
Національний склад населення села:
| Національність   | Кількість осіб | Відсоток |
| ---------------- | -------------- | -------- |
| болгари          | 466            | 98,9%    |
| цигани           | 5              | 1,1%     |
| турки            | 0              | 0%       |
| інша             | 0              | 0%       |
| не визначились   | 0              | 0%       |
| Всього відповіли | 471            |          |

Розподіл населення за віком у 2011 році:
Динаміка населення:

## Відомі особистості
В поселенні народилась:
- Віра Златарева (1905—1977) — болгарська громадська діячка.